# Мария Анна Баварска (1574 – 1616)
Вижте пояснителната страница за други личности с името Мария Анна Баварска.
Мария Анна Баварска (на немски: Maria Anna von Bayern; * 18 декември 1574, Мюнхен; † 8 март 1616, Грац) е баварска принцеса и чрез женитба ерцхерцогиня на Австрия.

## Живот
Дъщеря е на Вилхелм V (1548 – 1626) от династията Вителсбахи и Рената Лотарингска (1544 – 1602), дъщеря на херцог Франц I от Лотарингия (1517 – 1545) и Кристина Датска (1521 – 1590).
Мария Анна се омъжва на 23 април 1600 г. в дворцовата църква в Грац за братовчед си и по-късен ерцхерцог Фердинанд II (1578 – 1637) от Австрия от династията Хабсбурги, най-възрастният син на Карл II (1540 -1590), ерцхерцог на Вътрешна Австрия-Щирия, и съпругата му Мария Анна Баварска (1551 – 1608), дъщеря на херцог Албрехт V от Бавария.
Мария Анна умира преди короноването на Фердинанд за крал на Бохемия и за крал на Унгария и преди издигането му за римско-немски крал. Тя е погребана в мавзолея на Хабсбургите в Грац. Фердинанд се жени втори път през 1622 г. в Инсбрук с Елеонора Гонзага от Мантуа (1598 – 1655), дъщеря на херцог Винченцо I Гонзага.

## Деца
Тя има седем деца:
- Христина (*/† 1601), ерцхерцогиня на Австрия
- Карл (*/† 1603), ерцхерцог на Австрия
- Йохан Карл (1605 – 1619), ерцхерцог на Австрия
- Фердинанд (IV) III (1608 – 1657), император на Свещената Римска империя
- Мария Анна (1610 – 1665), курфюрстиня на Бавария

∞ 1635 курфюрст Максимилиан I
- Цецилия Рената (1611 – 1644), кралица на Полша

∞ 1637 крал Владислав IV Васа
- Леополд Вилхелм (1614 – 1662), щатхалтер на Испанска Нидерландия

- Фердинанд (IV) III 
син
- Мария Анна
дъщеря
- Цецилия Рената
дъщеря